# 堀川征孝
堀川 征孝（ほりかわ まさたか、1941年 - ）は、日本の実業家。日本製粉代表取締役社長や、同社取締役副会長、製粉協会会長などを務めた。

## 人物・経歴
熊本県出身。父は警察官。玉名市立伊倉小学校、玉名市立玉南中学校、熊本県立玉名高等学校を経て、九州大学経済学部に進学。大学では野球部に所属し九州六大学野球連盟で活躍した。1964年大学を卒業し日本製粉に入社。神戸工場配属。
日本製粉企画部副部長、小山工場長、人事部長を経て、1998年取締役人事部長に昇格。2001年常務取締役企画部長兼調査部長兼業務統括室長。2002年から代表取締役社長兼COOを務め、グローバル化を進めた。2005年製粉協会会長。2006年日本製粉取締役副会長。2017年顧問。